# Bánh đa đỏ

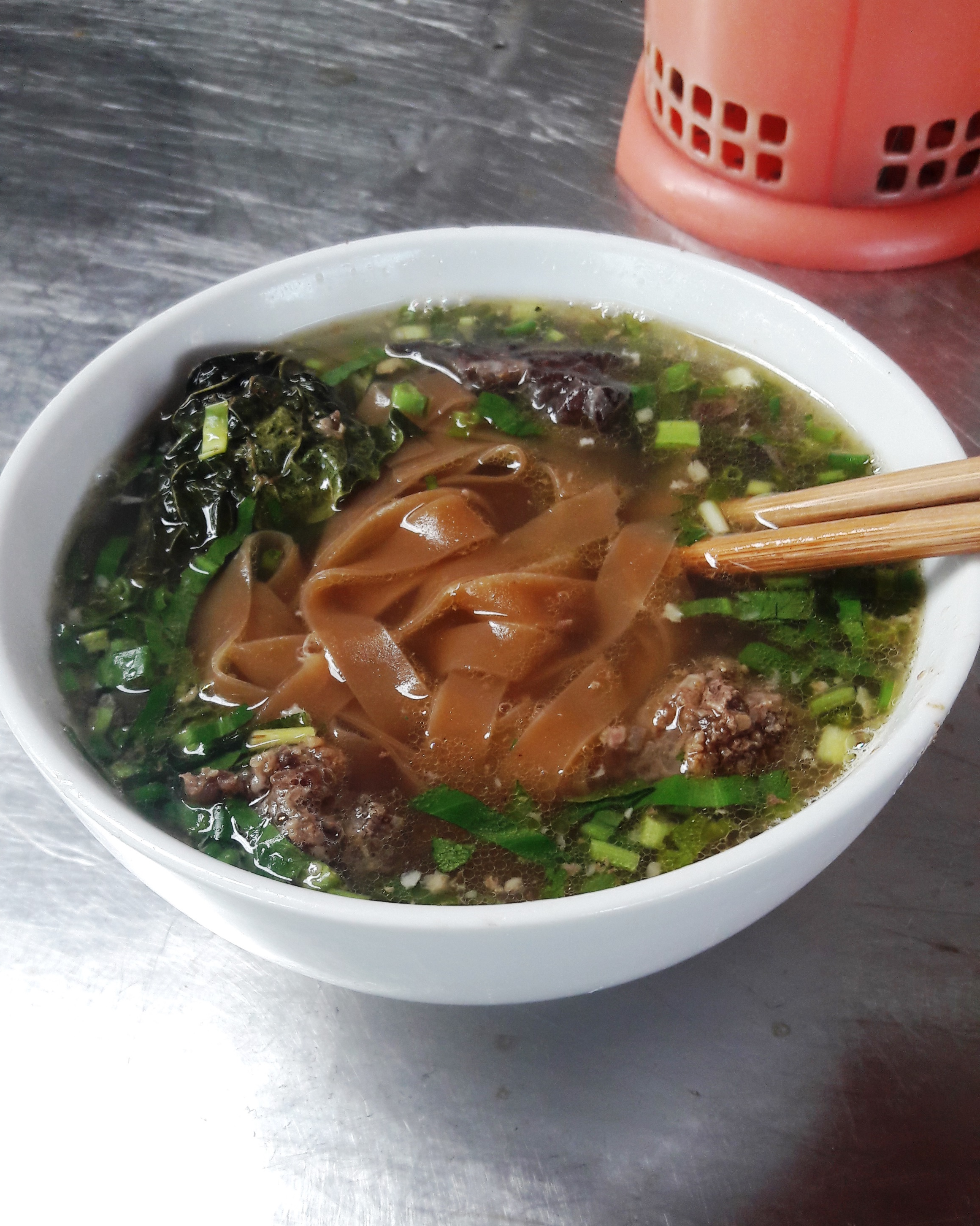
Bánh đa cua Hải Phòng

Bánh đa đỏ là một loại nguyên liệu bánh đa được dùng rất phổ biến trong chế biến ẩm thực Hải Phòng. Đây cũng được coi là một mặt hàng đặc sản về ẩm thực của Hải Phòng và thường chỉ được sản xuất tại nơi đây mới đảm bảo được những yêu cầu cao nhất về chất lượng. Điều này có thể coi như một bí quyết gia truyền của nhiều gia đình chuyên làm bánh đa đỏ tại Hải Phòng, đặc biệt là ở khu vực Dư Hàng Kênh nằm sát nội thành. 

## Tổng quan
Thực tế thì bánh đa đỏ cũng có thể chế biến tại những địa phương khác (ngoài Hải Phòng) và cũng đã có một số cơ sở chế biến thực phẩm tại Việt Nam chế biến bánh đa đỏ (bao gồm cả bánh đa cua ăn liền của hãng VIFON) đóng gói sẵn để có thể bảo quản lâu hơn và mang đi xa. Tuy nhiên loại bánh đa đỏ đóng gói sẵn (thường gọi là bánh đa đỏ khô) khi trần qua nước sôi thường không có được mùi vị thơm của gạo mới cũng như độ dai (một đặc tính quyết định chất lượng của bánh đa đỏ so với các loại sợi bánh khác) cần thiết như là bánh đa đỏ tươi. Sợi bánh đa đỏ đạt yêu cầu về chất lượng là khi có mùi thơm của gạo dùng chế biến bánh đa (không có mùi hôi, ẩm mốc).
Do đặc tính về thành phần nguyên liệu và mùi vị trong quá trình sản xuất nên người Hải Phòng đặc biệt ưa thích và ưu tiên sử dụng sợi bánh đa đỏ trong chế biến với các nguyên liệu thủy hải sản (dù là loài thuộc vùng nước ngọt nơi đồng ruộng, nước lợ nơi cửa sông hay nước mặn vùng biển cả) mặc dù bánh đa sợi trắng cũng thực sự phổ biến với người dân nơi đây. Các loại thủy hải sản phổ biến thường dùng là cua đồng, cua bể, tôm rảo, tôm sú, chả cá thu (theo cách thức chế biến kiểu Hải Phòng), bề bề.
Nói chung, trong chế biến bánh đa đỏ với nước dùng thì người Hải Phòng thường sử dụng loại sợi bánh bản rộng hơn từ gấp rưỡi tới gấp đôi bản rộng của sợi bánh đa trắng theo tiêu chuẩn địa phương. Bánh đa đỏ trộn là một trong những cách chế biến bánh đa đỏ có nguồn gốc từ ẩm thực Hải Phòng, tuy tương đối mới nhưng trong khoảng những năm từ 2010 trở lại đã nhanh chóng thu hút được khẩu vị của không ít thực khách, đặc biệt là những người trẻ tuổi không chỉ ở Hải Phòng mà còn ở một số tỉnh thành phía Bắc như Hà Nội chẳng hạn.

## Sản xuất

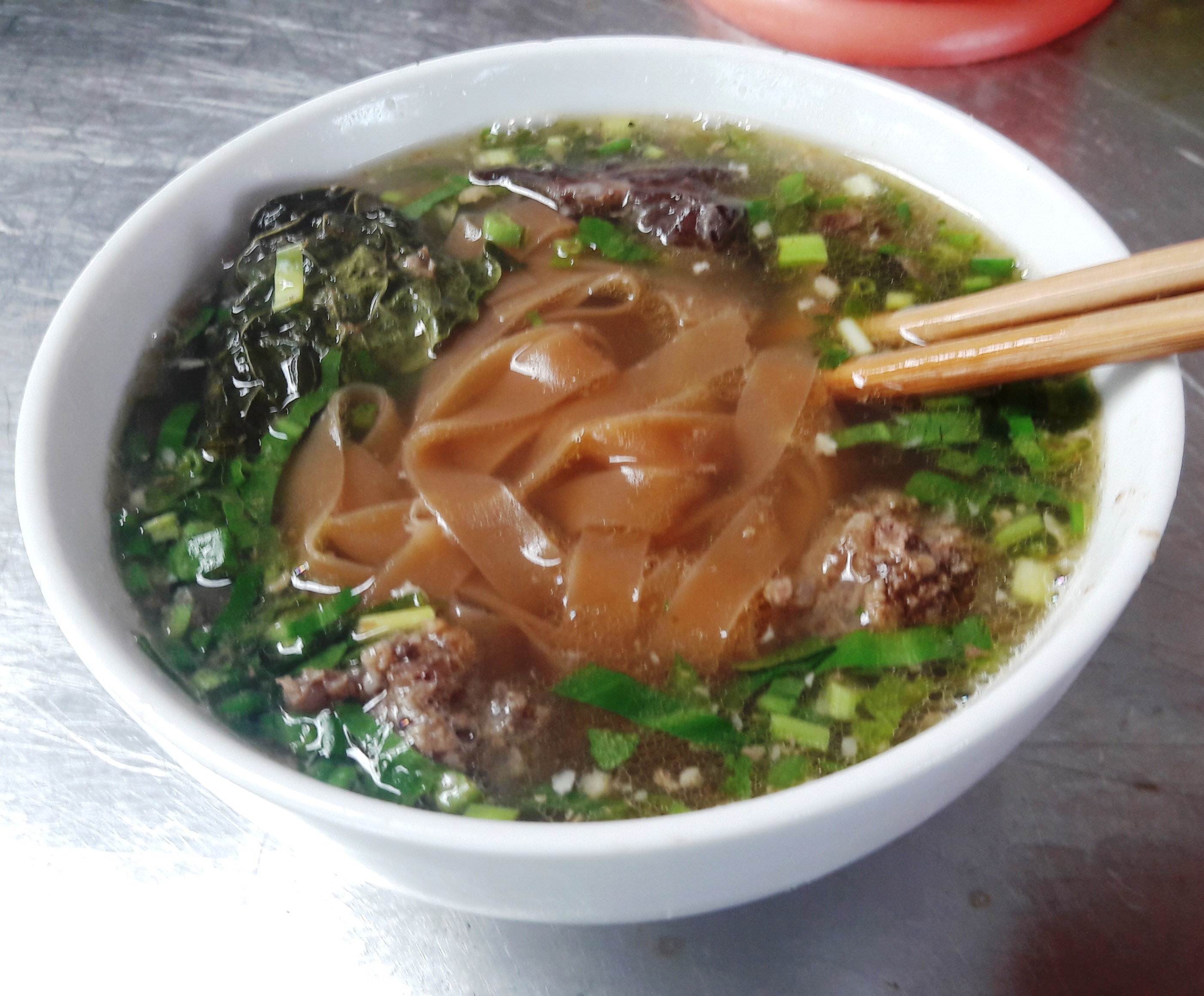
Bánh đa cua Hải Phòng

Dù được gọi bằng tên đặc trưng là bánh đa đỏ nhưng thực tế loại bánh đa này có màu nâu sậm hơn là màu đỏ thường thấy. Bánh được tráng khá kỳ công từ gạo đã tuyển chọn kỹ, sợi bánh mỏng, mềm và dai, có vị giòn và đậm. Loại bánh đa đỏ có chất lượng tốt thường được sản xuất theo phương pháp truyền thống với số lượng lớn quanh khu vực Dư Hàng Kênh nằm sát nội thành Hải Phòng bởi bánh làm ra không chỉ cung cấp cho các quán ăn tại Hải Phòng mà còn xuất khẩu đến một số địa phương khác có đông người gốc Hải Phòng sinh sống như Hà Nội, Sài Gòn.
Người làm bánh có tay nghề cao cũng như kinh nghiệm lâu năm thường nắm rõ bí quyết từ khâu ngâm gạo, chế nước khi xay, pha bột và điều chỉnh lửa lò lúc tráng bánh… để đảm bảo những mẻ bánh ra lò vừa có mùi thơm, vừa giòn, dai, và quánh. Màu nâu sậm (nâu đỏ) của bánh đa là do được tẩm bằng một loại mật theo bí quyết nhà nghề. Yêu cầu về chất lượng cơ học của bánh đa đỏ thậm chí còn khắt khe hơn cả bún dù bún được dùng phổ biến hơn nhiều bánh đa đỏ bởi sợi bánh đa đỏ có chất lượng tốt khi chế biến ngoài việc đảm bảo về mùi vị (mùi thơm của gạo mới, không bị bốc mùi ẩm mốc) còn phải có độ mỏng, mềm dẻo và dai chứ không bị nhũn bở, vón cục (chỗ quá cứng) hay sợi bánh quá dày.

## Chế biến

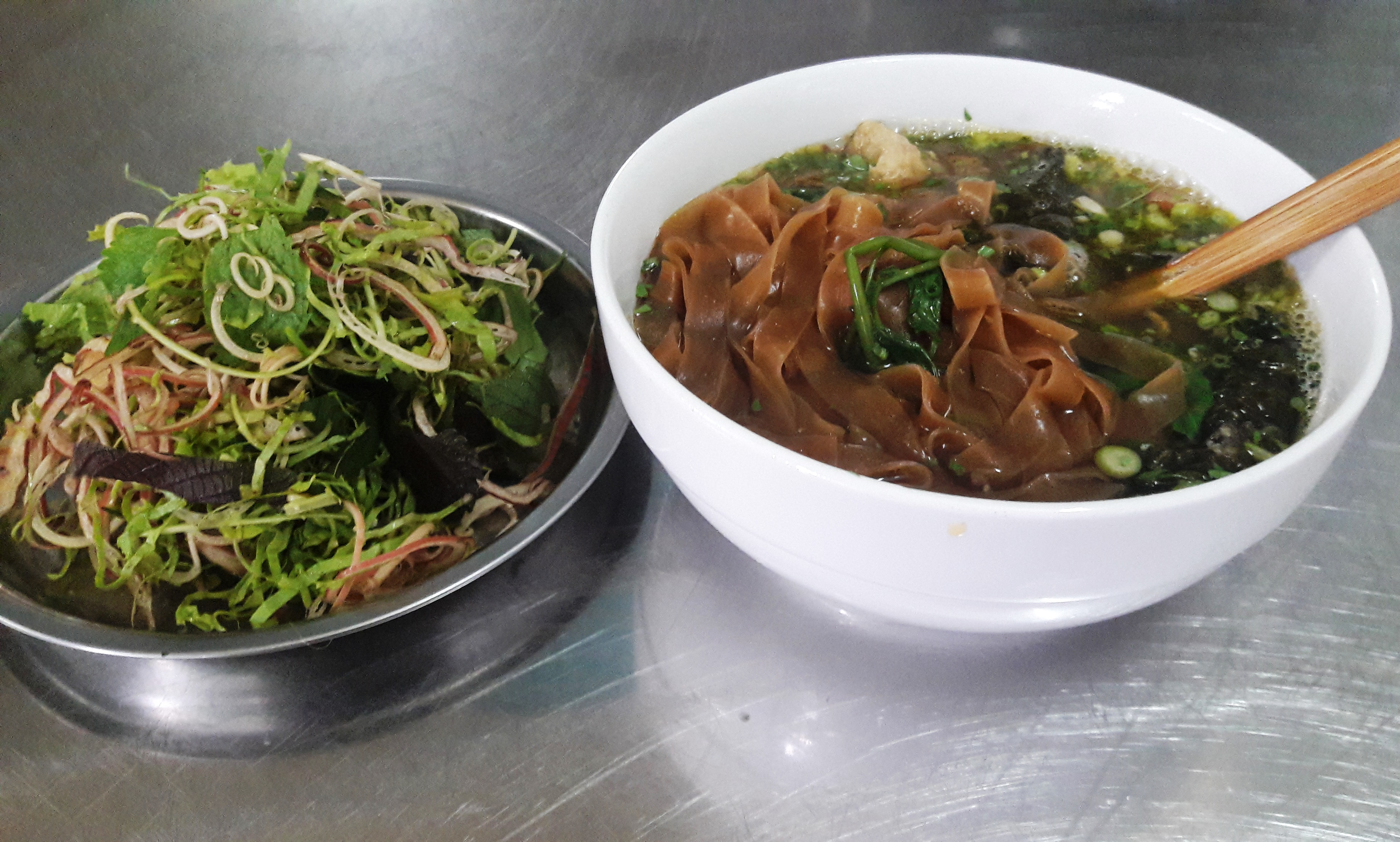
Bánh đa cua Hải Phòng

Loại bánh đa đỏ tươi thường có chất lượng tốt hơn loại bánh đa đỏ khô khi dùng để chế biến các món ăn đặc trưng trong ẩm thực Hải Phòng. Lý do bởi vì bánh đa tươi có độ mềm, dẻo, dai và thơm mùi gạo mới trong khi loại bánh đa khô do để được lâu nên thường có mùi bột ẩm (càng để lâu càng nặng mùi), khi trần qua nước sôi thường bị bở, mất độ dai và hay vón cục (chỗ cứng chỗ mềm). Nói chung các quán ăn hay nhà hàng tại Hải Phòng thường sử dụng bánh đa tươi thay vì bánh đa khô để đảm bảo chất lượng tốt nhất của món ăn.
Thực tế thì các món ăn có thể dùng bánh đa đỏ để chế biến đa dạng hơn cả các món ăn chế biến từ bánh phở (nếu không tính mức độ phổ biến). Không chỉ người Hải Phòng mà còn nhiều người địa phương khác cũng thích các món ăn chế biến từ bánh đa đỏ bởi hương vị, màu sắc, độ dai nhưng lại mềm dẻo rất đặc trưng của nó. Bánh đa đỏ có thể dùng chế biến (hoặc ăn kèm) trong các món ăn như bánh đa cua (cả cua đồng lẫn cua bể), canh bánh đa đỏ (tương tự như món bún tôm Hải Phòng), bánh đa đỏ trộn (tương tự như món miến trộn kiểu Hải Phòng), lẩu cua đồng...
Cũng tùy cách chế biến mà bánh đa đỏ có thể được thái sợi to bản (như trong chế biến bánh đa cua) hoặc thái sợi nhỏ như sợi miến. Để bánh đa đỏ có độ mềm và dai vừa ý thì trước khi ăn, bánh đa nên được sơ chế qua hai công đoạn: ngâm bánh một lúc trong nước lạnh rồi trần qua nước sôi. Một điều đặc biệt ở bánh đa đỏ là loại bánh đa này rất thích hợp khi dùng để chế biến các món ăn có thành phần hải sản như tôm, cua... Có thể một phần lý do bởi hương vị độc đáo của bánh đa đỏ đã át bớt mùi tanh đặc trưng của hải sản.

### Canh bánh đa đỏ

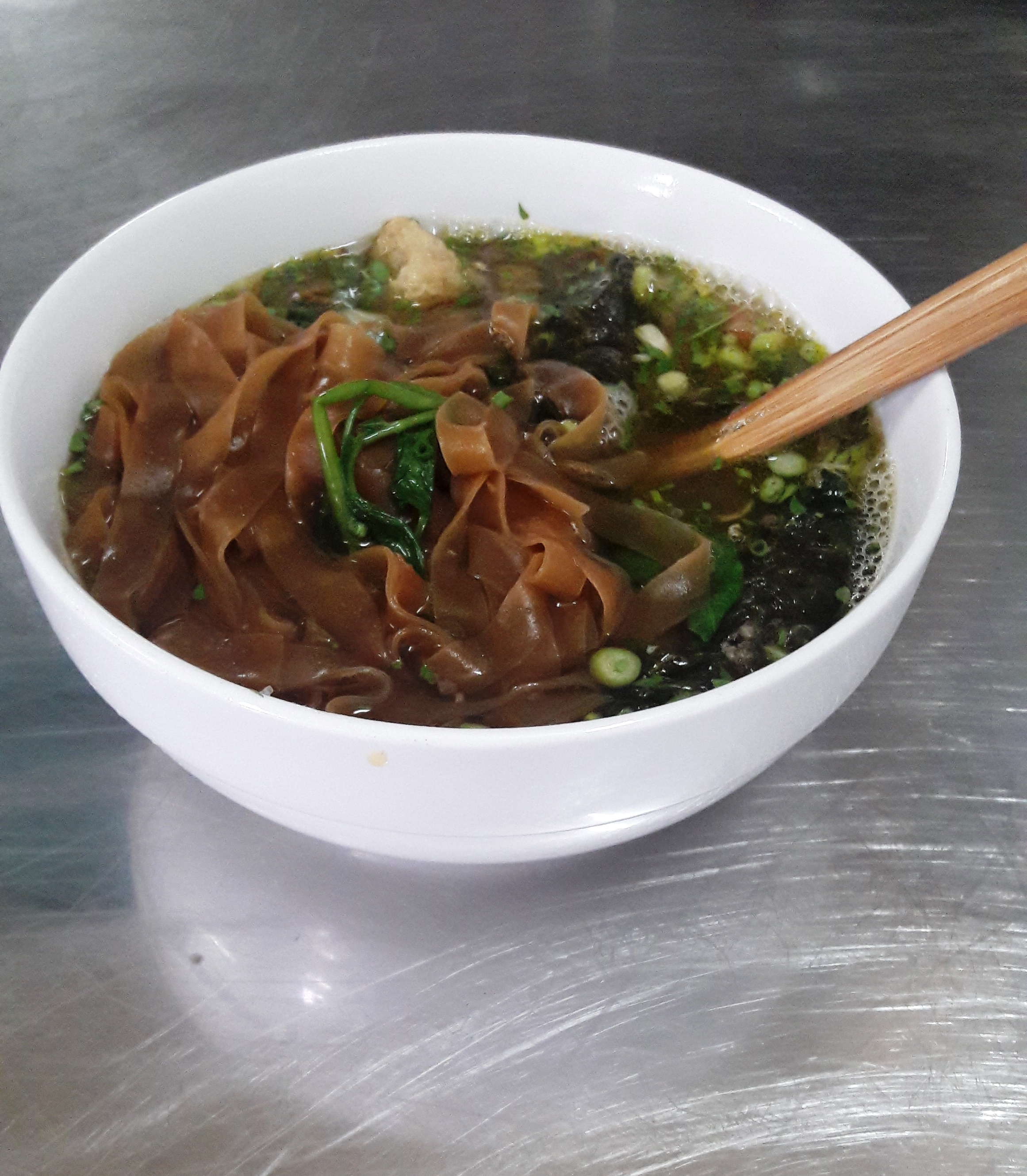
Một bát bánh đa cua kiểu Hải Phòng đã được chủ quán chan ngập nước dùng sôi nóng từ trước khi bày ra bàn ăn, khác với phong cách "tự phục vụ" của thực khách như trong cách thưởng thức món lẩu cua đồng kiểu Hải Phòng.

Canh bánh đa đỏ là tên gọi chung cho một vài món ăn đặc trưng trong ẩm thực Hải Phòng và có thể cũng trong cả ẩm thực Hải Dương và Quảng Ninh với thành phần nguyên liệu chủ đạo là sợi bánh đa đỏ – tươi hoặc khô, thường được trần qua cho mềm rồi chan ngập nước dùng (thường luôn có nước ninh xương lợn trộn với nước cốt lọc từ nguyên liệu thủy/hải sản xay nhuyễn như cua hoặc tôm) đang sôi nóng vào bát khi ăn. Do đặc tính về thành phần nguyên liệu và mùi vị trong quá trình sản xuất nên người Hải Phòng đặc biệt ưa thích và ưu tiên sử dụng sợi bánh đa đỏ trong chế biến với các nguyên liệu thủy hải sản (dù là loài thuộc vùng nước ngọt nơi đồng ruộng, nước lợ nơi cửa sông hay nước mặn vùng biển cả) mặc dù bánh đa sợi trắng cũng thực sự phổ biến với người dân nơi đây. Các loại thủy hải sản phổ biến thường dùng là cua đồng, cua bể, tôm rảo, tôm sú, chả cá thu (theo cách thức chế biến kiểu Hải Phòng) và bề bề.
Món bánh đa cua kiểu Hải Phòng quen thuộc có thể xem là phiên bản phổ biến nhất của món canh bánh đa đỏ nói chung. Một số biến thể khác ít phổ biến hơn của canh bánh đa đỏ tại địa phương là lẩu cua đồng và canh bánh đa đỏ tôm sườn.

#### Bánh đa cua
Món bánh đa cua kiểu Hải Phòng quen thuộc có thể xem là phiên bản phổ biến nhất của món canh bánh đa đỏ nói chung. Có hai loại canh bánh đa cua chủ đạo là bánh đa cua đồng và bánh đa cua bể, dù cho thành phần hải sản chế biến cùng là thực sự đa dạng như tôm tươi bóc vỏ, bề bề, chả cá thu.

#### Lẩu cua đồng

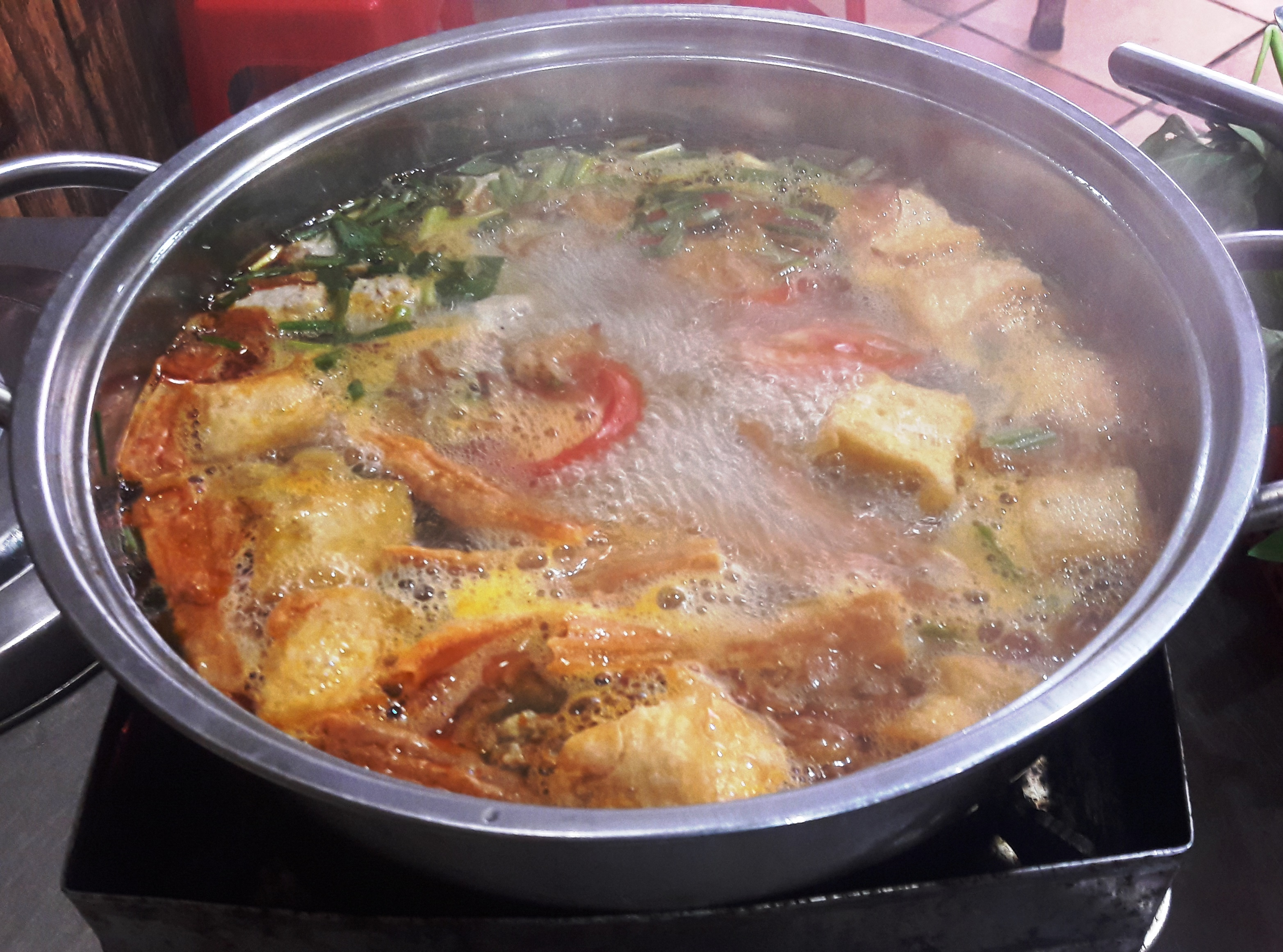
Một nồi lẩu phổ biến khi chưa nhúng bánh đa đỏ. Khi ăn lẩu, thực khách sẽ tự nhúng bánh đa đỏ đã được chủ quán chuẩn bị sẵn. Đây là điểm khác nhau cơ bản khi ăn món bánh đa cua đồng và lẩu cua đồng kiểu Hải Phòng.

Lẩu cua đồng được nhiều người xem là một biến thể mang nhiều tính hiện đại và phong phú của món bánh đa cua đồng vốn rất phổ biến. Lẩu cua đồng theo đúng phong cách ẩm thực Hải Phòng thường có bánh đa đỏ (loại sợi tươi nói chung được ưa thích hơn sợi khô), chả lá lốt, chả cá thu kiểu Hải Phòng, chả viên chiên vàng kiểu Hải Phòng, giò sống, lòng non, sườn non, thịt bò thăn, đậu phụ và rau mùng tơi.

#### Canh bánh đa đỏ tôm sườn
Canh bánh đa đỏ tôm sườn theo phong cách ẩm thực Hải Phòng là một món ăn có nước dùng khá quen thuộc với nhiều người dân sinh trưởng tại đất Cảng. Món ăn này thoạt nhìn vừa có vẻ giống món canh bánh đa cua nổi tiếng của Hải Phòng vì có thành phần bánh đa đỏ lại vừa giống món bún tôm kiểu Hải Phòng ở các thành phần nước dùng xương ninh cùng vỏ tôm rang xay nhuyễn, sườn non của lợn, thịt tôm tươi đã lột vỏ xào với mộc nhĩ và nấm hương. Dù món ăn này có thể chưa đạt tới mức độ phổ biến như món canh bánh đa đỏ cua đồng và bún tôm Hải Phòng nhưng về chất lượng dinh dưỡng và ẩm vị thì nó không hề thua kém, đặc biệt là với những người từng nhiều lần được thưởng thức món ăn này do chính người Hải Phòng có kinh nghiệm chế biến món ăn lâu năm.

### Bánh đa đỏ trộn
Bánh đa đỏ trộn là một trong những cách chế biến bánh đa đỏ có nguồn gốc từ ẩm thực Hải Phòng, tuy tương đối mới nhưng trong khoảng những năm từ 2010 trở lại đã nhanh chóng thu hút được khẩu vị của không ít thực khách, đặc biệt là những người trẻ tuổi không chỉ ở Hải Phòng mà còn ở một số tỉnh thành phía Bắc Việt Nam như Hà Nội. Đây cũng có thể coi là một biến thể mới của món canh bánh đa đỏ do đôi khi có một bát nước dùng (cỡ nhỏ hoặc vừa) được để riêng bên cạnh để thực khách có thể dùng kèm khi ăn đĩa bánh đa đỏ đã được chủ quán phối trộn đủ các nguyên liệu cần thiết.
Món này khác một số món ăn được gọi chung là canh bánh đa đỏ ở chỗ nó cũng sử dụng bánh đa đỏ (tốt nhất là dùng loại bánh đa tươi, thay vì loại bánh đa khô đóng gói để bảo quản lâu ngày) đã trần qua nước sôi nhưng không chan trực tiếp nước dùng (thường có thành phần xương lợn ninh và cốt hải sản như tôm hay cua đã xay nhuyễn) vào bát lớn mà để riêng ra một bát canh nhỏ hơn cho thực khách phối trộn khi ăn. Những nguyên liệu phổ biến của món ăn này (ngoài bánh đa đỏ) là tương đối đa dạng như thịt bò xào thái mỏng, thịt cua bể (hoặc gạch cua đồng), bề bề, giò thủ lợn, chả mọc chiên vàng (từ giò sống xay nhuyễn), chả lá lốt, đậu phụ chiên vàng, chả cá (hoặc chả mực), hành phi, lạc rang, giá đỗ, rau cần (hoặc rau muống), gia vị.
Có thể do thói quen ăn uống mà người Hải Phòng thích dùng bánh đa sợi đỏ thay vì bánh đa sợi trắng trong món trộn này, cũng như họ thích dùng loại bánh sợi trắng trong món xào thập cẩm (tương tự như món mì xào hay miến xào chẳng hạn) thay vì dùng loại sợi đỏ chế biến.